# 渡邊璃音
渡邊 璃音（わたなべ りおん、2002年9月13日 - ）は、日本の女優、タレント。
東京都出身。スターダストプロモーション制作3部所属。

## 人物
- 趣味：音楽鑑賞、小説を読むこと[1]
- 特技：ダンス[1]

## 出演

### テレビドラマ
- 金曜ナイトドラマ「dele」第6話（2018年8月31日、テレビ朝日） - 関根舞美 役
- アイカツプラネット!（2021年1月10日 - 6月27日テレビ東京系列） - 本谷栞 / シオリ 役[2][3][4]
- ボーイフレンド降臨! 第6話 (2022年11月19日 、テレビ朝日） [5]

### 映画
- 劇場版アイカツプラネット!（2022年7月15日公開、BN Pictures） - 本谷栞 / シオリ 役

### 舞台
- 少女劇団いとをかし 第1回公演「その日の教室では」（2014年9月、川崎市アートセンター アルテリオ小劇場）
- 少女劇団いとをかし 第3回公演「シーパー」（2015年9月、川崎市アートセンター アルテリオ小劇場）
- 清らかな水のように〜私たちの1945〜（2019年7月、新宿シアターモリエール）
- ゲートシティーの恋（2020年1月28日 - 2月2日、テアトルBONBON（中野ポケットスクエア）） - 今野沙里花 役
- たやのりょう一座 第9回公演 怪盗☆ドラゴンカンパニーvol.2「グレイン島のレジスタンスと禁断の果実」（2022年1月19日 - 23日、CBGKシブゲキ!!）[6]

### CM
- 三菱自動車 ekワゴン・カスタム「息子とデート編」30秒ver.（2014年）
- ニチレイ 特から「特から先生、登壇！」篇、「特から先生、歌う！」篇
- ライフデザイン・カバヤ株式会社
- 日本マクドナルド ダブルチーズバーガー 「ダブチのトモダチ」篇
- アイカツプラネット！第2弾（2021年）

### ゲーム
- アイカツプラネット!（2021年2月25日 -2023年3月30日データカードダス） - シオリ 役

### テレビ番組
- 私立輝女学園〜KAGAJO.COM〜（2014年4月 - 2015年3月、J:COM チャンネル）

### ミュージックビデオ
- ときめき♡宣伝部 1stアルバム「ときおとめ」収録曲「すきっ！」MV（2018年）
- halca 4thシングル「放課後のリバティ」Music Video（2019年）

### 広告
- WEB Supercell「クラッシュ・ロワイヤル」
- WEB 日本コカ・コーラ【自販機「笑顔を、ここから。」キャンペーン】「宣言」篇（2019年）
- 蒲田女子高等学校

## 作品
- 輝together（2014年9月10日） - 私立輝女学園 音楽部として[7]